# Ceratobregma striata
Ceratobregma striata és una espècie de peix de la família dels tripterígids i de l'ordre dels perciformes.

## Morfologia
- Els mascles poden assolir 3,2 cm de longitud total.[3][4]

## Hàbitat
És un peix marí, de clima tropical i associat als esculls de corall que viu entre 6-33 m de fondària.

## Distribució geogràfica
Es troba a Austràlia (Territori del Nord i el Mar del Corall), Ouvéa (Illes Loyauté, Nova Caledònia) i Fiji.

## Observacions
És inofensiu per als humans.